# 文倉十
文倉十（日語：文倉 十，1981年12月7日—），日本插畫家，出身於京都府。

## 略歷
高中畢業後，進入美術系的專門學校就讀。在畢業後希望以此為職業而到京都，在一年後成為日本成人遊戲《ANGEL BULLET》的人物設計及原畫師，而決定以這條路為志業。

## 作品

### 小說的封面與插畫
- 狼與辛香料（作者：支倉凍砂／電撃文庫／台灣角川／新经典文化代理）
- （越後屋鐵舟著／GA文庫）
- （神崎リン著／角川Sneaker文庫）
- （本田透著／角川Sneaker文庫）
- 我甜蜜的苦澀委內瑞拉（森田季節著／MF文庫J／東立代理）
- 我甜蜜的苦澀公主（森田季節著／MF文庫J／東立代理）
- （田邊青蛙著／角川ホラー文庫）
- （明日香香一著／GA文庫）
- （藤絢著／GanGan Novels）
- （靜川龍宗著／森瀨繚原案／Smash文庫）
- 於是，他就這樣燒了屋頂（KAMITSUKI RAINY著／Gagaga文庫／東立代理）
- （電撃コラボレーション／電擊文庫MAGAZINEVol.23別冊付錄電撃文庫MAGAZINE文庫）
- 理想的小白臉生活

### 漫畫
- 古社唄（季刊GELATIN2009春）
- 其処何処（季刊GELATIN2010春、2010夏）
- くだんの件（季刊GELATIN2011冬）

### 遊戲
- ANGEL BULLET（Liar-soft）- 原畫、人物設計
- SHOGUN8（Liar-soft）- 次要原画
- LAST BULLET（FuRyu）- 人物設計
- 擴散性百萬亞瑟（史克威尔艾尼克斯）- 卡片插圖的一部分

### 軟體
- VOCALOID3、VOCALOID4 結月ゆかり / VOICEROID+ 結月ゆかり (AH-Software) - 角色設計、包裝插圖[2]
- VOCAOLID4紲星あかり / VOICEROID2+紲星あかり（ja:AH-Software|AH-Software）-角色设计、包装插图[3]

### 插畫
- ハヤテのごとく!トレーディングカードゲーム（科乐美数码娱乐）
- 「四季（冬）」（GANGAN ONLINE 2009年2月5日）
- 「冬」（GANGAN ONLINE 2009年12月24日）

## 外部連結
- ハイノハナ （页面存档备份，存于），本人的網站 （日語）
- 文倉十的X（前Twitter）
- 文倉十在動畫新聞網百科全書中的資料（英文）